# Сораку-эн
Парк Сораку-эн (яп. 相楽園) — муниципальный парк и японский сад площадью около двадцати тысяч квадратных метров, который находится в районе Тюо-ку города Кобе префектуры Хёго. Это один из трёх первых памятников культуры, зарегистрированных на основании японского закона о защите культурных ценностей. Парк известен в том числе цветением азалий.

## Общие сведения
Сад расположен вокруг пруда, чем обусловлена его форма, но в нем обустроена площадь-газон — влияние западной культуры. До войны в саду находилось несколько зданий, в том числе главная резиденция семьи Кодэра. Однако, за исключением конюшни дома Кодэра в западном стиле (важная культурная ценность), все здания были уничтожены огнём во время воздушного налета в Кобе в июне 1945 года. О масштабах утраченной постройки можно судить по сохранившемуся большому камфорному дереву, саду саговых пальм, большому фонарю, ограде и воротам.

## История
Изначально парк служил усадьбой Тайдзиро Кодэры, которая была построена после успеха предприятия, организованного в Кобэ самим Кодэрой, а также Такаёси Куки и Тайдзо Сирасу из клана Санда с целью улучшить пошатнувшееся в период Бакумацу и реставрации Мэйдзи финансовое положение клана. Строительство усадьбы началось в 1885 году и закончилось в 1911 году. Сначала она навывалась «Сотэцу-эн», но в 1941 году после передачи городу Кобе, она была переименована в «Сораку-эн» и открыта для широкой публики.
После Второй мировой войны бывший дом Хассама (важное культурное достояние) был законсервирован и перенесён из Китано-тё Икута-ку в Кобе (в настоящее время район Тюо-ку) в парк Соракуэн. Для проведения приемов и торжеств были построены Соракуэн-кайкан и чайный домик «Кансин-тэй», также в Соракуэн было перенесено из района Таруми-ку здание-лодка Фунаяката(важная культурная ценность). С тех пор парк существует в своем настоящем виде.

## Архитектурные памятники на территории парка
- «Фунаяката» здание-лодка (Построено в период с 1682 до 1704 год, внесено в списокважных культурных ценностей в августе 1952 года)
- Бывшая резиденция Хассама (построена в 1902 году, внесена в список важных культурных ценностей в июне 1961 года)

## Галерея
- Бывшая резиденция Хассама
- Фунаяката
- Старые конюшни Кодэры
- Цветение азалий
- Площадь-газон